# ستيفان إتش إي. كوفمان
ستيفان إتش إي. كوفمان (بالألمانية: Stefan H. E. Kaufmann)‏ هو عالم أحياء دقيقة وأستاذ جامعي ألماني، ولد في 8 يونيو 1948 في لودفيغسهافن في ألمانيا.